# باب لنگتون
باب لنگتون (به انگلیسی: Bob Langton) بازیکن فوتبال زادهٔ ۸ سپتامبر ۱۹۱۸ اهل کشور انگلستان بود که سابقهٔ بازی در تیم ملی فوتبال انگلستان را در کارنامهٔ خود دارد. وی در تاریخ ۲۸ سپتامبر ۱۹۴۶ نخستین بازی ملی خود را در مقابل تیم ملی فوتبال ایرلند شمالی انجام داد و با حضور در ۱۱ بازی ملی، در تاریخ ۷ اکتبر ۱۹۵۰ واپسین بازی ملی‌اش را در برابر تیم ملی فوتبال ایرلند شمالی برگزار کرد.
این بازیکن توانسته در بازی‌های ملی، ۱ گل به ثمر برساند.